# Стиннетт (Техас)
Стинне́тт (англ. Stinnett) — город в США, расположенный в северной части штата Техас, административный центр округа Хатчинсон. По данным переписи за 2010 год число жителей составляло 1881 человек, по оценке Бюро переписи США в 2018 году в городе проживало 1214 человек.

## История

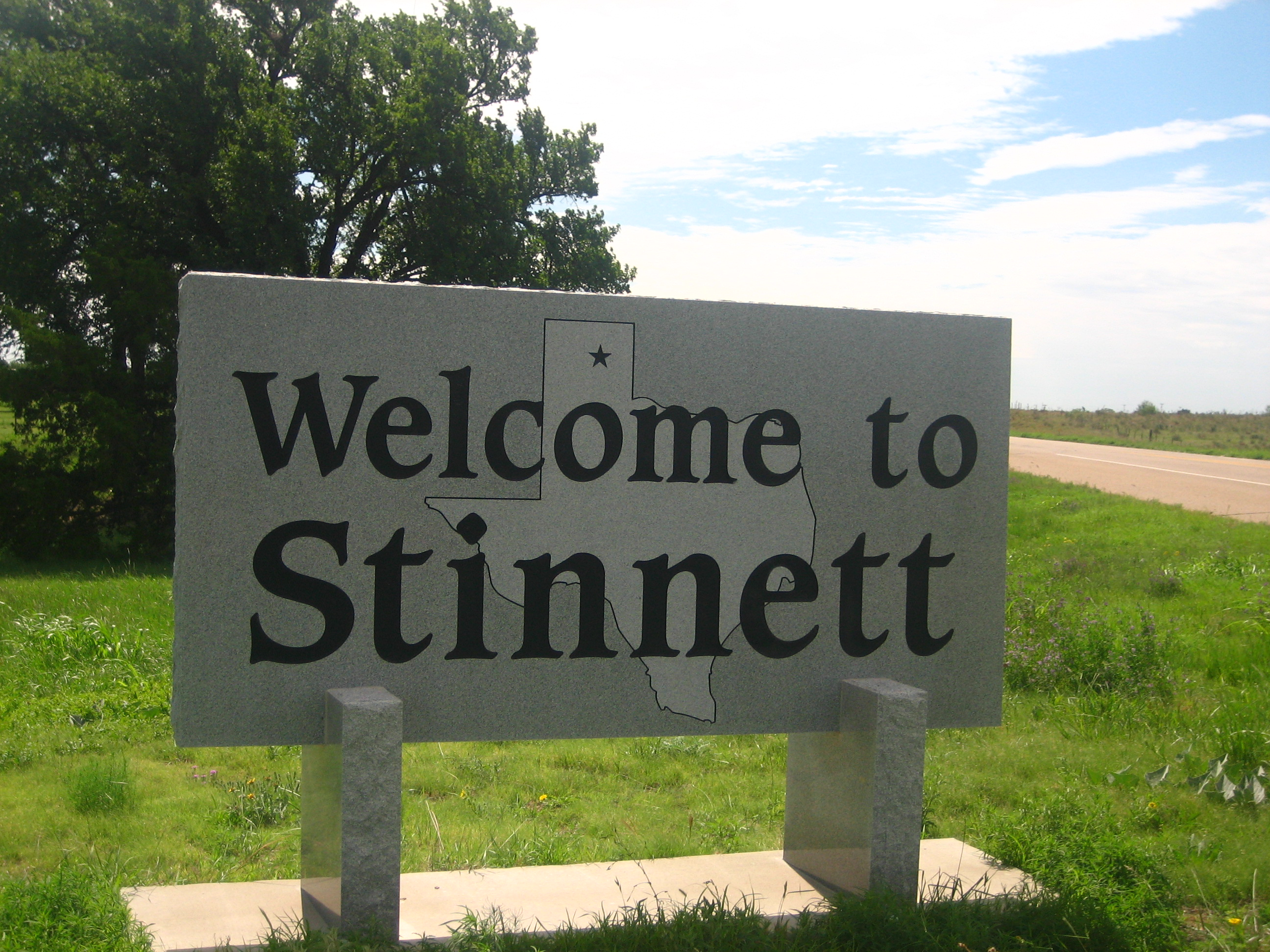
Приветственный знак Стиннетта неподалёку от пересечения автомагистралей штата 152 и 207

Стиннетт был основан летом 1926 года и задумывался как точка отправки грузов ответвления железной дороги Chicago, Rock Island and Gulf Railway в Амарилло. Город был назван в честь бизнесмена из Амарилло Альберта Стиннетта. Уже в сентябре 1926 года землевладельцы города подали петицию на проведение специальных выборов, результатом которых стал переезд административного центра из Племонса в Стиннетт. В 1927 году город получил собственные органы местного управления.
Находившиеся поблизости нефтяные месторождения сыграли положительную роль в экономике города, однако во время Великой депрессии цены на нефть упали и многие предпочли уехать из города. Тем не менее, те же нефть и природный газ сыграли важную роль в росте города с 1940-х по 1960-е годы. Позже нефтяной бум прекратился, однако Стиннетт остался важным торговым центром региона, в котором развивались скотоводство, выращивание зерна и добыча нефти.

## География
Стиннетт находится в западной части округа, его координаты: 35°49′37″ с. ш. 101°26′34″ з. д..
Согласно данным бюро переписи США, площадь города составляет около 5,1 км2, полностью занятых сушей.

### Климат
Согласно классификации климатов Кёппена, в Стиннетте преобладает семиаридный климат умеренных широт.
| Показатель                    | Янв.  | Фев.  | Март  | Апр. | Май  | Июнь | Июль | Авг. | Сен. | Окт.  | Нояб. | Дек.  |
| ----------------------------- | ----- | ----- | ----- | ---- | ---- | ---- | ---- | ---- | ---- | ----- | ----- | ----- |
| Абсолютный максимум, °C       | 27,2  | 31,7  | 35    | 37,2 | 39,4 | 42,2 | 41,7 | 41,7 | 40,6 | 37,2  | 31,1  | 27,8  |
| Средний суточный максимум, °C | 9     | 13    | 18    | 22   | 27   | 32   | 34   | 33   | 29   | 23    | 16    | 10    |
| Средний суточный минимум, °C  | −5    | −2    | 1     | 6    | 12   | 17   | 19   | 18   | 14   | 8     | 1     | −4    |
| Абсолютный минимум, °C        | −23,9 | −24,4 | −17,2 | −8,9 | −1,7 | 6,7  | 10   | 10   | −1,7 | −10,6 | −16,7 | −21,7 |
| Норма осадков, мм             | 16,5  | 17,5  | 39,6  | 45   | 78,2 | 81,3 | 68,3 | 80,3 | 50,8 | 40,6  | 22,4  | 17,8  |
| Источник: intellicast.com     |       |       |       |      |      |      |      |      |      |       |       |       |

## Население
Согласно переписи населения 2010 года в городе проживал 1881 человек, было 697 домохозяйств и 508 семей. Расовый состав города: 91,5 % — белые, 1,3 % — афроамериканцы, 2 % — коренные жители США, 0,2 % — азиаты, 0,0 % (0 человек) — жители Гавайев или Океании, 3,3 % — другие расы, 1,8 % — две и более расы. Число испаноязычных жителей любых рас составило 11 %.
Из 697 домохозяйств, в 35,3 % живут дети младше 18 лет. 55,1 % домохозяйств представляли собой совместно проживающие супружеские пары (20,4 % с детьми младше 18 лет), в 12,3 % домохозяйств женщины проживали без мужей, в 5,5 % домохозяйств мужчины проживали без жён, 27,1 % домохозяйств не являлись семьями. В 23,1 % домохозяйств проживал только один человек, 13,3 % составляли одинокие пожилые люди (старше 65 лет). Средний размер домохозяйства составлял 2,57 человека. Средний размер семьи — 3 человека.
Население города по возрастному диапазону распределилось следующим образом: 28,7% — жители младше 20 лет, 25 % находятся в возрасте от 20 до 39, 33,2 % — от 40 до 64, 14,3 % — 65 лет и старше. Средний возраст составляет 36,8 года.
Согласно данным пятилетнего опроса 2018 года, средний доход домохозяйства в Стиннетте составляет 36 304 доллара США в год, средний доход семьи — 45 962 доллара. Доход на душу населения в городе составляет 23 703 доллара. Около 18,6 % семей и 21 % населения находятся за чертой бедности. В том числе 23,3 % в возрасте до 18 лет и 23,9 % в возрасте 65 и старше.

## Местное управление
Управление городом осуществляется избираемыми мэром и городским советом, состоящим из пяти человек.

## Инфраструктура и транспорт
Стиннетт находится на пересечении автомагистралей штата 136, 152 и 207.
Ближайшим аэропортом, выполняющим коммерческие пассажирские рейсы, является Международный аэропорт Рика Хасбанда в Амарилло примерно в 95 километрах на юго-запад от Стиннетта.

## Образование
Город обслуживается объединённым независимым школьным округом Племонс—Стиннетт—Филлипс.

## Экономика
Согласно финансовому отчёту за отчётный год, оканчивающийся 30 сентября 2015 года, доходы города составили 2 млн долларов США, а расходы 2,2 млн долларов.